# 杉本信行
杉本 信行（すぎもと のぶゆき、1949年1月12日 - 2006年8月3日）は日本の外交官。上海総領事として上海総領事館員自殺事件の対応にあたり、その後病死した。山本七平賞特別賞受賞。

## 人物
京都府京都市生まれ。1973年に京都大学法学部を卒業し外務省入省。中国語研修を受けたチャイナ・スクール。入省試験では、第一希望に英語、第二希望にフランス語、第三希望に中国語を出した。当時中国は文化大革命中だったため、上司の小倉和夫首席事務官に、せめて香港で研修を受けたいと申し出たが聞き入れられなかった。1974年中国北京市の北京語言学院（現北京語言大学）で研修を開始したものの、教育内容が悪いため再び香港に希望を出したが、聞き入れられず、瀋陽市の遼寧大学に転学。
1977年7月外務大臣官房付。同年9月ダッカ日航機ハイジャック事件が起き、日本国政府専用機でダッカに入ったところ、軍事クーデターに遭遇。
1978年1月、外務省アジア局中国課に配属され、日本国と中華人民共和国との間の平和友好条約と尖閣諸島問題を担当。8月の署名式にも同席した。1979年国際協力機構を統括する、外務省経済協力局技術協力第一課に異動。中国への円借款などを行った。
1987年2月から対共産圏輸出統制委員会日本政府代表として在フランス日本大使館一等書記官に就任。1989年に帰国、外務省経済局国際経済第一課経済安全保障室長として、引き続き対共産圏輸出統制委員会や安全保障貿易管理を担当。1991年外務省経済協力局国際機構課長に就任。経済協力開発機構開発援助委員会に参加し、対中ODAなどに関わる。
1998年から3年間、二度目の北京赴任となり宮本雄二とともに在中華人民共和国日本大使館経済担当公使を務めた。
2001年上海総領事に就任。上海総領事館員自殺事件の対応にあたり、のちに著書『大地の咆哮』を記し、山本七平賞特別賞を受賞。
しかし肺癌のため帰任し2005年財団法人日本国際問題研究所主任研究員に就任。翌2006年8月3日に死去。享年57。

## 経歴
- 1973年 外務省入省
- 1974年9月 北京語言大学 （旧北京語言学院）
- 1975年 遼寧大学で研修
- 1976年 アメリカ合衆国で研修
- 1977年7月 外務省外務大臣官房付（調査部企画課勤務）
- 1978年1月 外務省アジア局中国課
- 1979年 外務省経済協力局技術協力第一課
- 1981年 外務省経済協力局技術協力第一課首席事務官
- 1983年 在中華人民共和国日本大使館一等書記官
- 1987年 対共産圏輸出統制委員会日本政府代表（在フランス日本大使館一等書記官）
- 1989年 外務省経済局国際経済第一課経済安全保障室長
- 1991年外務省経済協力局国際機構課長
- 1993年 財団法人交流協会総務部長
- 1996年 欧州連合日本政府代表部公使
- 1998年 在中華人民共和国日本大使館経済担当公使
- 2001年 上海総領事
- 2005年 財団法人日本国際問題研究所主任研究員
- 2006年 死去、山本七平賞特別賞受賞

## 同期入省
- 河野雅治（11年駐伊大使・09年駐露大使・07年外務審議官・05年総合外交政策局長）
- 塩尻孝二郎（11年EU大使・08年駐インドネシア大使・05年外務省大臣官房長）
- 天野万利（07年OECD事務次長）
- 塩崎修（08年駐ホンジュラス大使）
- 坂場三男（08年駐ベトナム大使・06年外務報道官・中南米局長）
- 伊藤哲雄（09年駐ハンガリー大使・05年駐カザフスタン大使）
- 加来至誠（11年駐ホンジュラス大使、07年駐エルサルバドル大使）
- 野川保晶（12年駐ニュージーランド大使、07年駐ミャンマー大使）
- 鈴木一泉（10年駐コロンビア大使）
- 並木芳治（10年駐コスタリカ大使）
- 中村滋（11年駐マレーシア大使・06年駐サウジアラビア大使・04国際情報統括官）
- 岩谷滋雄（10年駐オーストリア大使・07年駐ケニア大使）
- 鹿取克章（11年駐インドネシア大使・06年駐イスラエル大使）
- 黒田義久（10年駐ウズベキスタン大使）
- 塩口哲朗（11年駐ベネズエラ大使・08年駐ヨルダン大使・06年国際協力銀行理事・04年駐コートジボワール大使）
- 水野達夫（07年駐ネパール大使）
- 堀江正彦（07年駐マレーシア大使・04年駐カタール大使）
- 神谷武（11年駐パラグアイ大使・08年駐アルジェリア大使）
- 岡田眞樹（11年駐タンザニア大使・09年農畜産業振興機構理事）
- 小林正雄（11年駐ガボン大使・10年官房調査官）
- 佐藤博史（12年駐キューバ大使）
- 川原英一（13年駐グアテマラ大使）
- 吉田潤（13年駐モーリタニア大使）

## 著書
- 『大地の咆哮』PHP研究所, 2006.7
- 『大地の咆哮』 (PHP文庫)PHP研究所, 2007.9.